# Juan Beltrán de Magaña
Juan Beltrán de Magaña (Sigüenza, Guadalajara, España; 1537-Villarrica, Chile; 1578) fue un conquistador español negro de Perú y Chile. 
No debe confundirse con su hijo afromestizo del mismo nombre, que se desempeñó como capitán de indígenas en la Araucanía, y cuyas hazañas contra los mapuches fueron recogidas por Antonio Vázquez de Espinosa.

## Biografía
Hijo de Francisco González de Estacio y de Mencía de la Peña, y hermano de Lucas de Estacio, llega a América por 1546.
Ya en el Perú, son reconocidos sus méritos y servicios en la batalla de Jaquijaguana contra Gonzalo Pizarro, y después es elegido como paje de Pedro de Valdivia, el conquistador de Chile. Como su paje asiste a la fundación de la ciudad de Valdivia, y figura en los registros históricos como uno de los 150 conquistadores fundadores de la ciudad. Ya en 1563 rinde información de los méritos que obtiene al servicio del Rey de España para que se le premie con alguna encomienda.
Ya en España, en 1567, es apresado, acusado de difamar y escribir cartas a varias mujeres casadas, y de violar correspondencia, además de ser un sujeto del que se alejaban las personas de buen vivir. Además de recordarle a la corte de Castilla que Pedro de Valdivia lo había hecho azotar por sus conductas deshonestas, todo lo cual no se probó.
Desde su llegada nuevamente a Chile, participa en continuas batallas contra los mapuches, y muere combatiendo a los araucanos por 1578. 
Tuvo un primer hijo ilegítimo con una mujer mapuche, llamado Juan Beltrán (n. c.1550), quien por su parte fue un importante conquistador y capitán de infantería, y al igual que su padre combatió a los mapuches, llegando a capitán, encomendero y fundador de Villarrica antes de morir en combate.
Se casó con Petrona de Rojas Sandoval con quien tuvo un segundo hijo legítimo llamado Martín de Briones (1570-1645), quien casó en 1605 con Mariana de Aguirre. 